# Zamek w Ojcowie

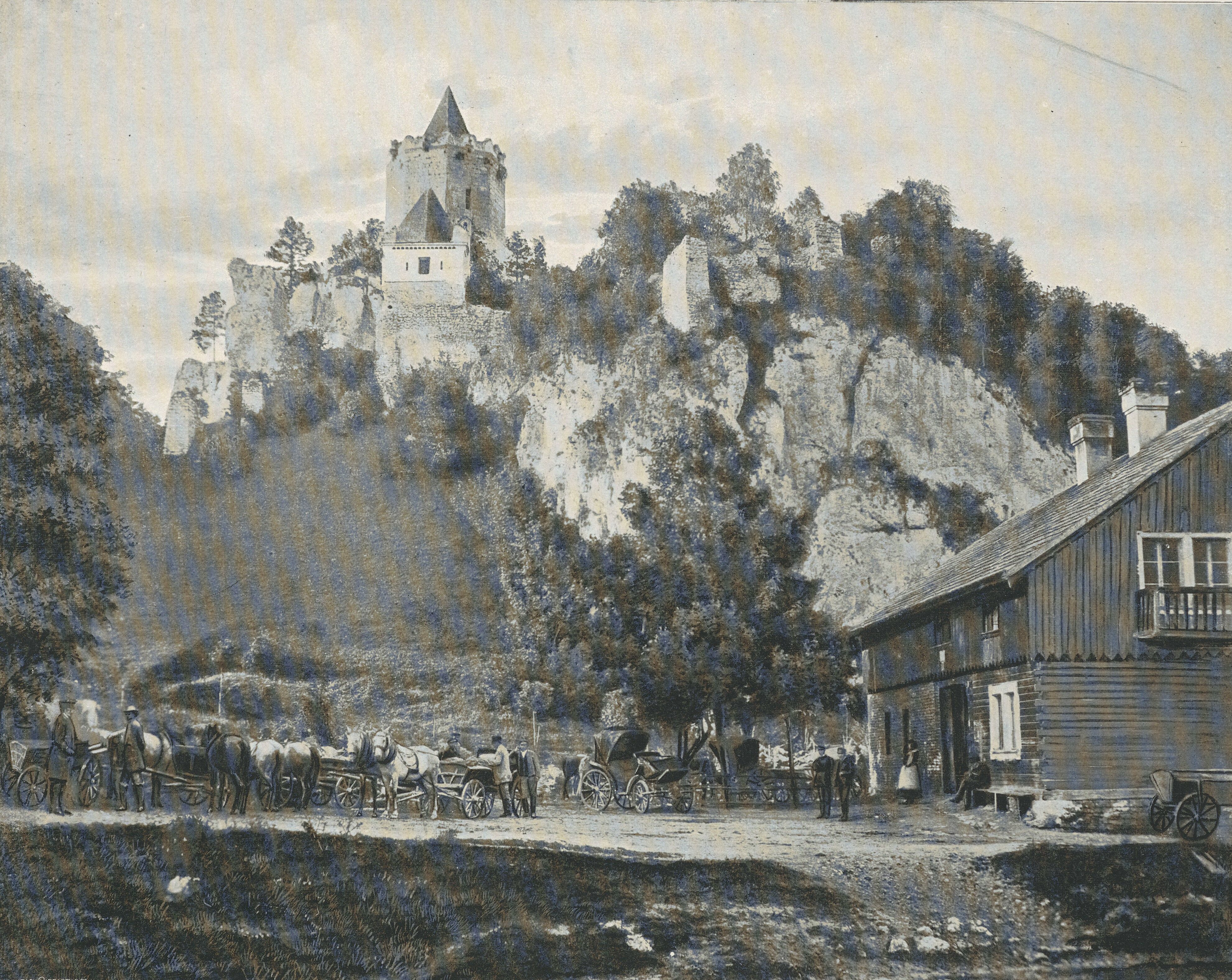
Widok zamku przed 1899

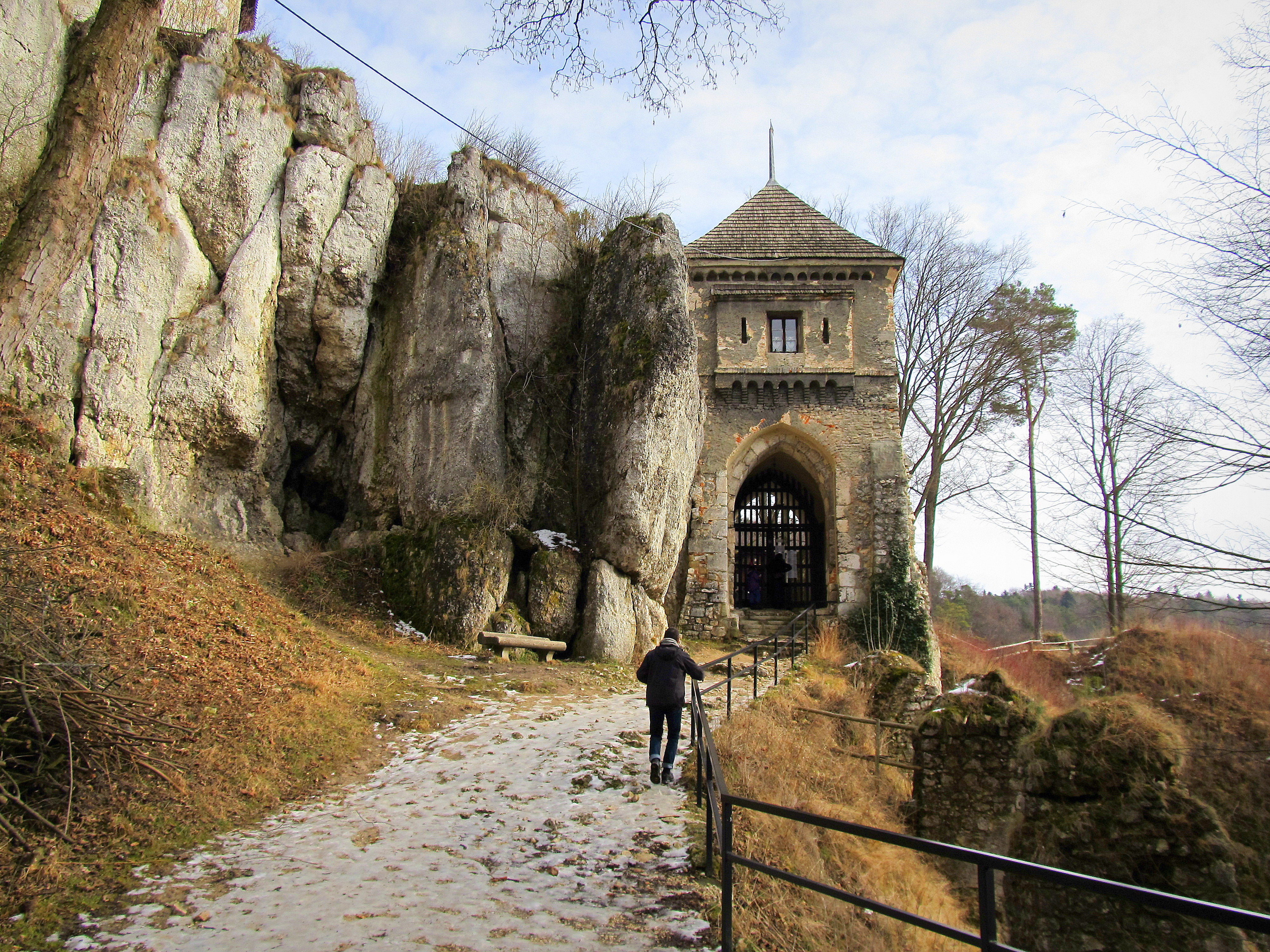
Zamek w Ojcowie – brama (2014)

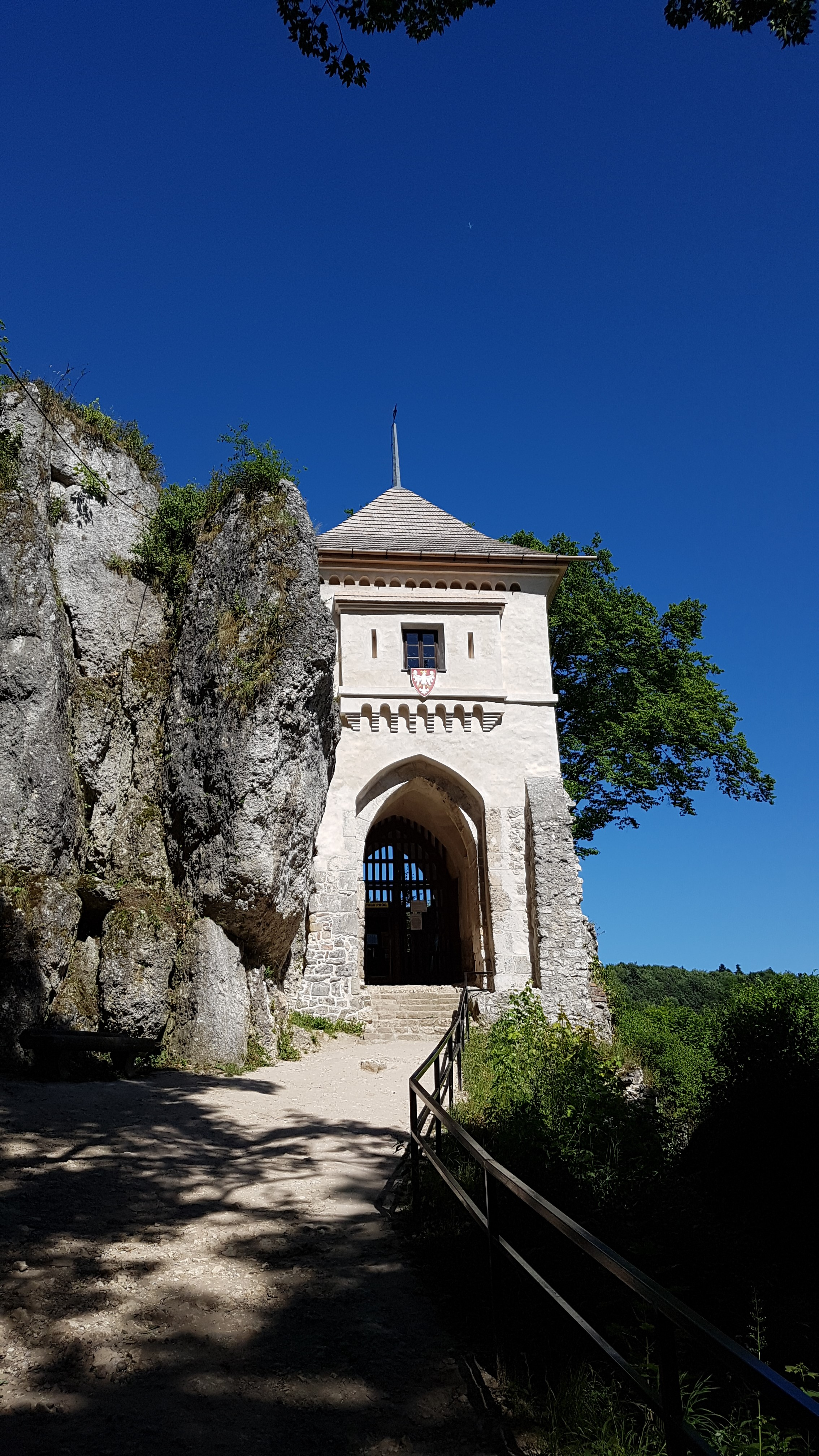
Wieża bramna po remoncie zakończonym w 2018

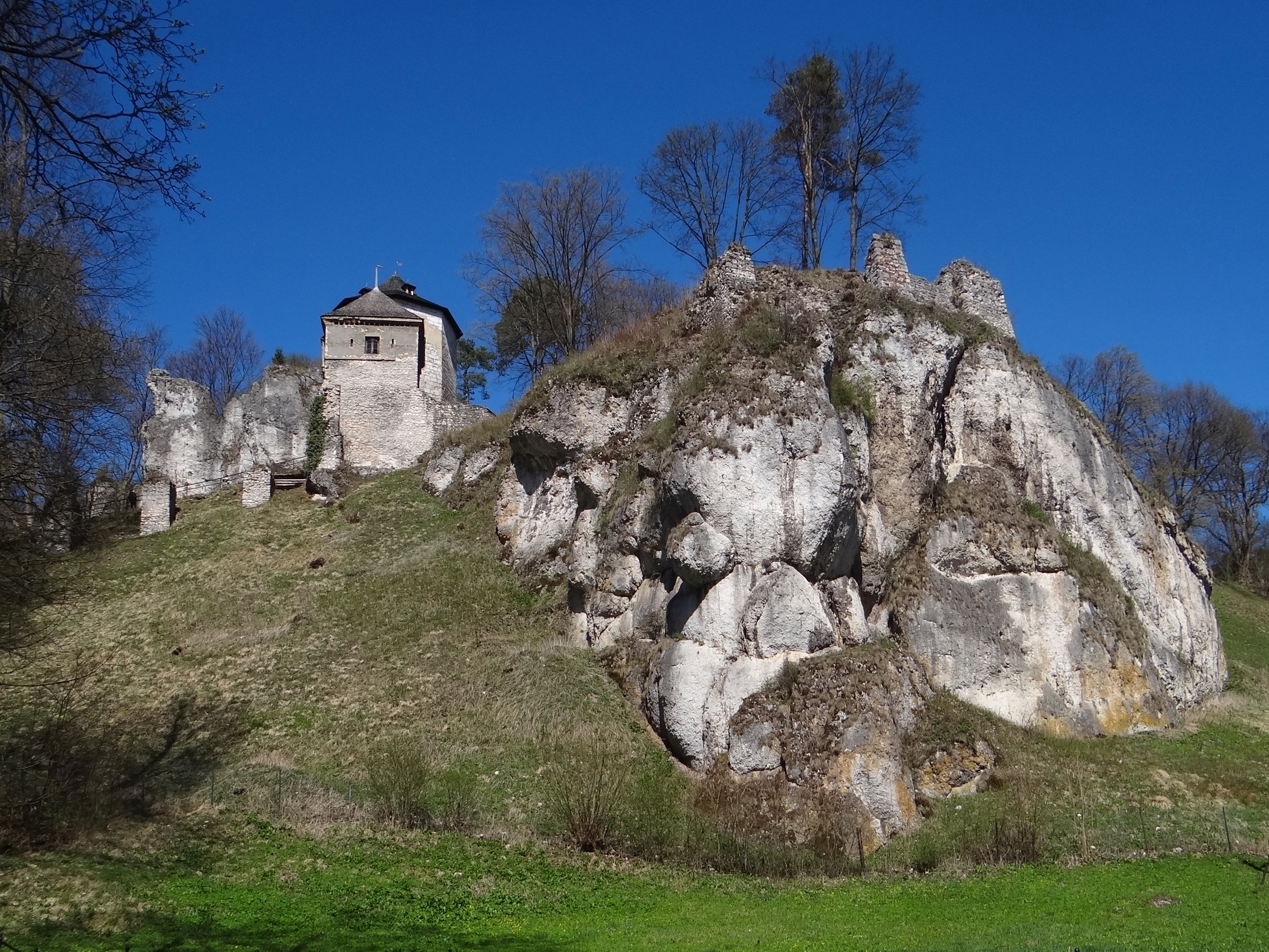
Góra Zamkowa i Zamek w Ojcowie

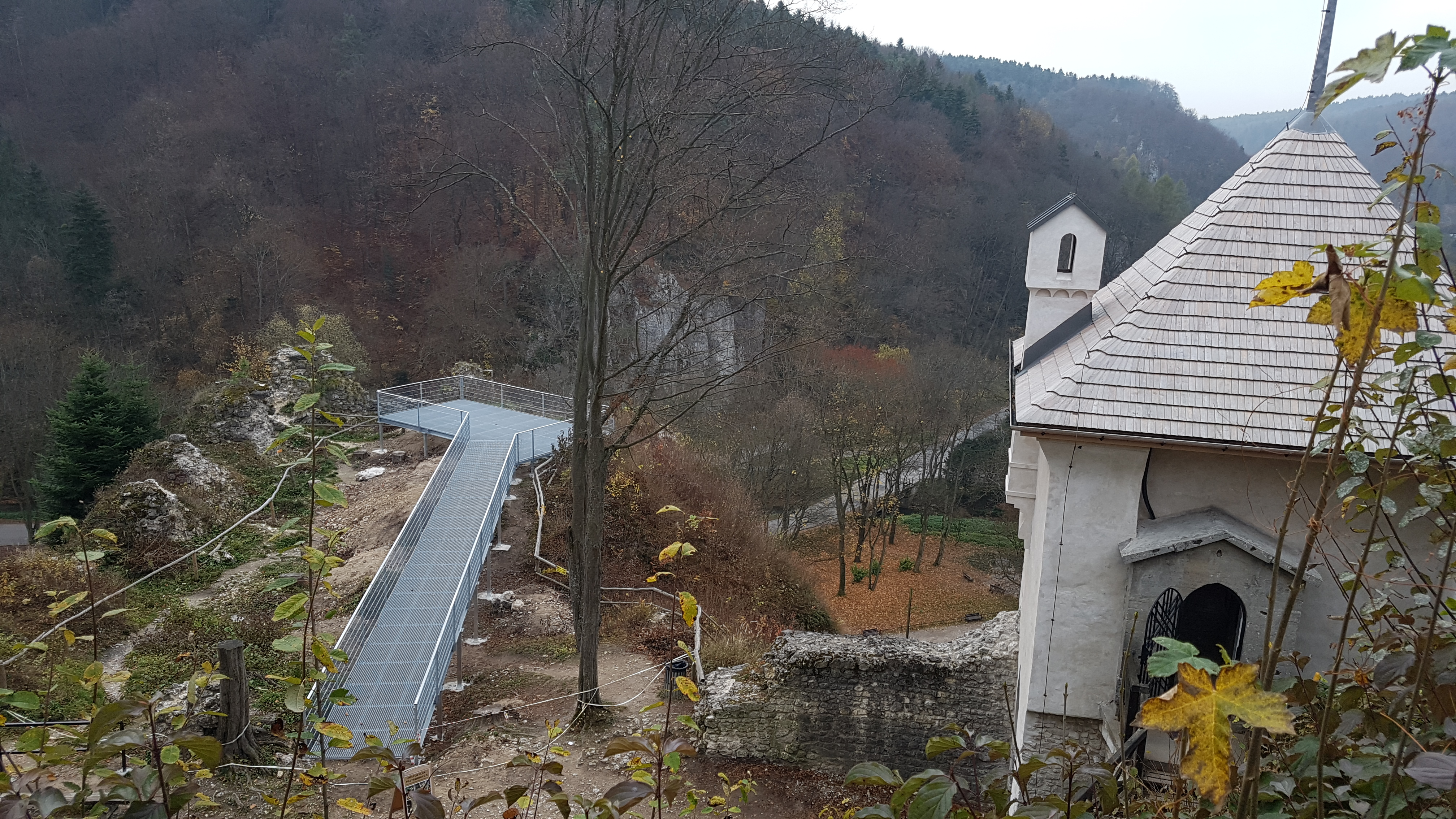
Stalowy pomost widokowy zbudowany w 2019

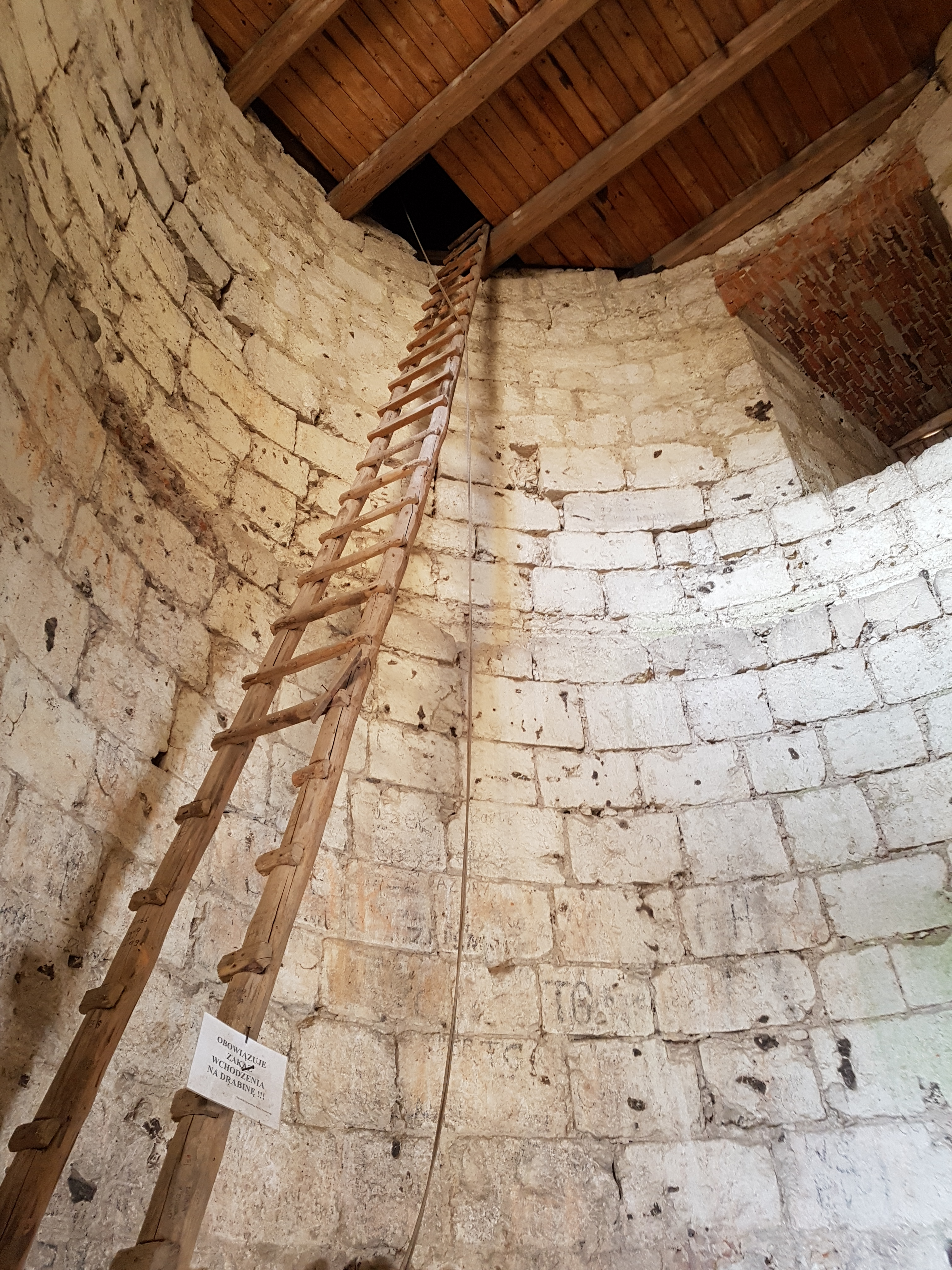
Wnętrze baszty obronnej przed remontem

Zamek w Ojcowie – ruiny zamku, wybudowanego w systemie tzw. Orlich Gniazd, we wsi Ojców w województwie małopolskim, w powiecie krakowskim. Znajdują się na Górze Zamkowej na terenie Ojcowskiego Parku Narodowego na Jurze Krakowsko-Częstochowskiej.
We wczesnej epoce żelaza w miejscu zamku znajdowała się osada kultury łużyckiej zniszczona przypuszczalnie przez najazd Scytów.
Zamek wzniesiono na polecenie Kazimierza Wielkiego w II połowie XIV w.
Tradycja głosi, że nazwa warowni, w swej pierwotnej formie brzmiąca Ociec, została nadana przez samego króla, na pamiątkę walki o tron krakowski jego ojca, Władysława Łokietka, który w okolicznych jaskiniach znajdował schronienie.

## Historia

### Zamek od XIV do XVI w.
W świetle prac archeologicznych i historycznych, zamek wybudowano z polecenia króla Kazimierza Wielkiego pomiędzy latami 1354–1370. Nie ma obecnie podstaw aby stwierdzić, że w miejscu tym istniał wcześniej ufortyfikowany gród drewniano-ziemny. Zamek po raz pierwszy wzmiankowano w 1370 r., gdy wymieniono w jednym z dokumentów pierwszego burgrabię zamku o imieniu Zaklika (Zaclica burgrauio de Oczecz). Zamek Oczecz wymieniony został również w anonimowym tekście Quomodo regebat regnum et populum, w którym umieszczono go w wykazie fundacji Kazimierza Wielkiego. W 1397 r. wzmiankowano kapelana kaplicy zamkowej. Z tego okresu zachowała się wieża zamkowa oraz ostrołukowy gotycki przejazd w bramie zamkowej.
Aż do upadku Rzeczypospolitej (tj. do roku 1795) zamek był siedzibą starostwa niegrodowego.
Za czasów Władysława Jagiełły zamek przed 1385 rokiem został za 500 grzywien oddany w dzierżawę (tenutę) Janowi de Kozcow (z Korzkwi), z prawem jej wykupu przez króla. Potem starostwo wraz z zamkiem i kilkoma okolicznymi wsiami dzierżawili kolejno: Piotr Szafraniec z Pieskowej Skały (1404–1406), Jan Mężyk z Dąbrowy (1406–1437), Mikołaj z Balic i Ossolina (1440–1459) oraz Zbigniew z Wodzisławia herbu Zadora (1485–1497), Adam Wodzisławski, Jan Boner (1515–1523), Andrzej Tęczyński (1525–1536).
Po 1536 r. zamek przeszedł w ręce królowej Bony Sforzy, która po 20 latach, w związku z wyjazdem do Włoch w 1556 roku, przekazała go Stanisławowi Płazie z Mstyczowa herbu Topór. Po śmierci Stanisława Płazy w 1587 r. zamek trafił do Piotra Myszkowskiego herbu Jastrzębiec, a potem do jego syna Aleksandra Myszkowskiego. W ich czasach zamek został znacznie zaniedbany.

### Zamek od XVII do XVIII w.
W 1619 r. Aleksander Myszkowski za zgodą króla sprzedał zrujnowany zamek Mikołajowi Korycińskiemu z Pilicy herbu Topór. W 1620 r. lustracja opisała zamek jako zrujnowany, jednak wkrótce nowy właściciel wyremontował go i wybudował od południowej strony nowy budynek na ruinie dawnego gotyckiego. Syn Mikołaja, Mikołaj Ferdynand Koryciński od 1637 roku kontynuował przebudowę zamku. W 1651 roku zamek przeszedł w ręce kanclerza wielkiego koronnego Stefana Korycińskiego. Zamek nie został zniszczony w czasie Potopu szwedzkiego, co potwierdza lustracja z 1660 r.
Po śmierci wdowy po Stefanie Korycińskim, od 1674 r. starostwo ojcowskie było we władaniu najpierw Jana Kazimierza Warszyckiego, a później Męcińskich, od 1703 r. Morskich, od 1715 r. Łubieńskich i od 1756 r. Ignacy Załuski. W 1787 ostatni starosta Teofil Wojciech Załuski podejmował obiadem króla Stanisława Augusta Poniatowskiego, który w kaplicy zamkowej trzymał do chrztu jego córkę.

### Zamek od XIX do XX w.
W 1802 r. zamek został opuszczony, a spadkobierca Teofil Załuski wywiózł z niego ruchomości. W okresie rozbiorów ponownie zaczął podupadać. W 1815 roku stał się własnością państwową. Konstanty Wolicki, który w 1829 r. nabył go od rządu Królestwa Kongresowego, rozebrał częściowo mury, ponieważ groziły zawaleniem. Z dawnego założenia pozostała jedynie ośmioboczna wieża, brama i dolne partie murów obwodowych.
W 1832 r. dobra ojcowskie w drodze licytacji nabył W. Prędowski, a w 1859 r. jego syn sprzedał je A. Przeździeckiemu, który z kamienia pochodzącego z zamkowych murów wybudował hotel „Kazimierz” i restaurację  „Łokietek” (później umieszczono w budynku Muzeum im. Władysława Szafera).
Pod koniec XIX wieku właścicielem Ojcowa został Ludwik Krasiński, który zlecił prace projektowe zmierzające do odbudowy zamku, jednak zamierzenia te nie zostały zrealizowane. Ludwik Krasiński zasypał fosę, odnowił bramę i obniżył w 1892 r. o ok. 6 metrów nadwątlone górne partie wieży głównej, z zamiarem ich odbudowy (niezrealizowanym). W 1895 r. zamek stał się własnością Marii Ludwiki Krasińskiej. W 1912 i 1913 roku przeprowadzono pierwsze prace remontowe przy wieży. Wieżę uszkodzono w 1914 roku podczas I wojny światowej. W 1935 roku staraniem księżnej Marii Ludwiki naprawiono zwieńczenie wieży i jej wnętrze, o czym świadczy napis na belce, a także wzmocniono mury przy bramie. W latach 1958–1963 zamek wstępnie przebadano i wykonano niewielkie prace polegające na częściowym odgruzowaniu zamku. W ograniczonym stopniu przeprowadzono też niewielkie prace w 1991 zabezpieczając relikty piwnic. W 1996 roku w bramie zamkowej urządzono ekspozycję.

### Zamek obecnie
Zamek w Ojcowie obecnie należy do Ojcowskiego Parku Narodowego. Od wielu lat kierownictwo Parku podejmowało starania o realizację prac remontowych na zamku. W ostatnich latach (2016–2019) wykonano szereg prac remontowo – rewaloryzacyjnych w oparciu o dotacje z Unii Europejskiej ze środków Europejskiego Funduszu Regionalnego, z Funduszu Leśnego oraz środki własne Ojcowskiego Parku Narodowego. Wykonano szereg prac odtworzeniowo–remontowych zamku, w tym remont wieży bramnej (położenie nowej elewacji murów, wymiana gontu dachu) oraz remont baszty obronnej (stołpu), która do tej pory nigdy nie była udostępniana turystycznie. Jedną z głównych prac było odtworzenie nieistniejącej od czasów świetności zamku drewnianej zabudowy wnętrza wieży – z odtworzeniem drewnianych schodów i podłóg na 2 kondygnacjach. Wymieniono również zniszczone pokrycie dachu (drewniany gont), osadzono okna w istniejących dotychczas otworach okiennych oraz wyposażono jej wnętrze w multimedialną ekspozycję, w ramach której wyświetlany jest między innymi film o historii tego zamku. Ekspozycja ta będzie sukcesywnie uzupełniana o elementy wyposażenia (repliki broni, zbroi, etc.) oraz wystawy czasowe. Oprócz ww. prac na obszarze zamku wykonano na zboczu stalowe schody wejściowe do baszty, stalowy post widokowy nad ruinami części mieszkalnej zamku oraz nowy punkt kasowy zmieniając jednocześnie jego dotychczasową lokalizację. Obecnie do wykonania pozostają pilne prace konserwatorskie dotyczące zabezpieczenia pozostałych murów obronnych zamku – w celu ich dalszego zachowania oraz ich właściwego uczytelnienia i wyeksponowania w osi widokowej doliny Prądnika – jako element zabytkowej architektury charakterystyczny dla tego obszaru.
Zamek od wielu lat jest odpłatnie udostępniany turystycznie. Do 2019 r. do zwiedzania udostępniano jedynie pomieszczenie z niewielką historyczną ekspozycją w pomieszczeniu wieży bramnej, plac zamkowy ze studnią oraz wzgórze przed basztą obronną. Obecnie do zwiedzania oprócz dotychczasowych miejsc udostępniono basztę obronną oraz pomost widokowy (baszta do 2019 r. nie była udostępniana turystycznie). Po wykonanych pracach rewaloryzacyjnych zamek jest udostępniany przez cały rok w określonych godzinach otwarcia (harmonogram otwarcia zamku znajduje się między innymi na stronie internetowej Ojcowskiego PN).

## Badania archeologiczne
- 1991 – Krystyna Kruczek (PKZ Kraków), W. Niewalda
- 2006–2007 – Michał Wojenka (Instytut Archeologii UJ)
- 2011–2016 – Michał Wojenka (Instytut Archeologii UJ)
- 2024 – Michał Wojenka (Instytut Archeologii UJ)